# Notre Histoire
Pour l’article homonyme, voir Notre histoire (homonymie).
Albums de Daniel Guichard
Gamberge
Notre Histoire est un album de Daniel Guichard sorti en 2012. 

## Liste des titres
| No  | Titre                   | Durée      |
| --- | ----------------------- | ---------- |
| 1.  | Notre Histoire          | 2 min 38 s |
| 2.  | Dans le cœur            | 4 min 01 s |
| 3.  | Combien de fois         | 3 min 01 s |
| 4.  | Mes silences            | 4 min 00 s |
| 5.  | Peu de choses           | 3 min 14 s |
| 6.  | Reste                   | 3 min 51 s |
| 7.  | A coups de poing        | 3 min 03 s |
| 8.  | Là où tu es             | 4 min 09 s |
| 9.  | Y'a pas le feu          | 2 min 58 s |
| 10. | Sans amours             | 3 min 06 s |
| 11. | Ni toi, ni toi          | 3 min 21 s |
| 12. | Vivre ma vie            | 4 min 18 s |
| 13. | Ça ira demain           | 3 min 26 s |
| 14. | Tout autour de la terre | 4 min 20 s |